# JKX Comics
JKX Comics est un éditeur américain de comic strip en ligne créé en 2015, visant à la vulgarisation scientifique.

## Fondation
JKX comics est créé en 2015 par trois doctorants américains en science de l'Université du Wisconsin à Madison, Jaye Gardiner, Khoa Tran et Kelly Montgomery, qui souhaitent expliquer le contenu de leurs recherches. Devant les difficultés à en communiquer la teneur des détails, ils optent pour une vulgarisation dans l'esprit des cartoons. Après quelques mois de conception, leur première publication parait en 2016 sous le nom de EBV and the Replication Dance. Le comic strip traite sous forme humoristique des mécanismes de réplication du virus d'Epstein-Barr : le scénario est l'histoire d'un virus se rendant en boîte de nuit avec des amis, la boîte en question étant une cellule humaine.
Par la suite, en 2020, le chemin des trois fondateurs diverge, mais ils continuent leur travail de vulgarisation au sein de la structure :
Jaye Gardiner, après avoir étudié les virus dont le HIV suit un cursus de recherche postdoctoral au Fox Chase Cancer Center à Philadelphia, où elle travaille sur le cancer du pancréas ;
Khoa Tran suit lui aussi un cursus de recherche post-doctorale au laboratoire Berger de l'université de Pennsylvanie, et
Kelly Montgomery, complète un cursus de biochimiste à l'Université de Californie à Berkeley, et travaille sur les erreurs de repliement de la protéine tau en lien avec la maladie d'Alzheimer ;

## Développement et thèmes abordés
En 2018, l'équipe gagne un concours américain, 2018 Arts Business Competition, en s'alliant avec des graphistes locaux pour produire Gain in Steam ! , une bande dessinée présentant les travaux en cours sur les STEM au sein de leur université. La dotation financière de 2 000 $ remportée les incite à recruter sept autres scientifiques de la même université, issus de champs d'études aussi divers que la psychologie, l'astronomie ou la microbiologie.
Les thèmes abordés couvrent aussi bien une initiation à la biochimie, avec un chercheur happé par un jeu imitant le design de Super Mario Bros, afin d'illustrer le rôle des acides aminés, dans  Gilbert’s Switch Glitch, que la biologie, avec une BD illustrant comment  le microbiote intestinal des écureuils résiste à  l'hibernation, ou que la vie des scientifiques, avec de nombreuses fiches illustrées.